# Трудовое (Вознесенский район)
Трудовое (укр. Трудове) — село в Вознесенском районе Николаевской области Украины.
Население по переписи 2021 года составляло 58 человек. Почтовый индекс — 56552. Телефонный код — 5134. Занимает площадь 1,055 км².

## История
В 1946 году указом ПВС УССР хутор Арнаутский Второй переименован в Трудовой.

## Местный совет
56552, Николаевская обл., Вознесенский р-н, с. Щербани, ул. Кирова, 88